# ایزابلا قبرسی
ایزابلا قبرسی (انگلیسی: Isabella of Cyprus; c. 1216 – 1264) که با عنوان ایزابلا د لوزینیان نیز شناخته می‌شود، دختر هیو یکم قبرس و مادر آلیس شامپانی ملکه اورشلیم بود.